# Campeonato Francés de Fútbol (USFSA) 1896
El Campeonato Francés de Fútbol 1896 fue la tercera edición de dicho campeonato, organizado por la USFSA (Union des Sociétés Françaises de Sports Athlétiques). En esta temporada se jugó un formato de todos contra todos con equipos de París. El campeón fue el Club Français, que ganó los 8 partidos y solo recibió 2 goles.

## Campeonato de París
```
Equipo                                         PJ  PG PE PP GF-GC  PTS

1.
Club Français
                                 8   8  0  0  33- 2  
16

2.
The White Rovers
                              8   7  0  1  36- 6  
14

3.
Standard Athletic Club
                        7   5  0  2  24-11  
10

4.
Football Club de Levallois
                    8   2  3  3  11- 6   
7

5.
Cercle Pédestre Asnières
                      7   3  0  4  10- 8   
6

6.
Paris Star
                                    8   2  2  4   4-12   
6

7.
Sporting Club Neuilly
                         8   2  1  5  10-11   
5

8.
United Sport Club
                             8   2  0  6  12-20   
4

9.
Union Athlétique du Premier Arrondissement
    8   0  2  6   2-66   
2
```